# Kaname Yamaguchi
Kaname Yamaguchi (Kawanishi, 6 novembre 1989) è una pallavolista giapponese.
Gioca nel ruolo di palleggiatrice nelle Red Rockets Kawasaki.

## Carriera
La carriera di Kaname Yamaguchi inizia a livello scolastico, nella formazione del Liceo Shitennoji. Gioca poi anche a livello universitario, vestendo la maglia della Tokai University tra il 2008 ed il 2012. Diventa professionista nella stagione 2012-13, debuttando in V.Premier League con le JT Marvelous, alle quali resta legata fino al termine del Campionato 2013-14, quando, dopo la retrocessione del club in V.Challenge League, passa alle NEC Red Rockets, vincendo lo scudetto 2014-15, venendo inserita nel sestetto ideale del torneo, il V.League Top Match 2015 e il campionato asiatico per club 2016.

## Palmarès

### Club
- Campionato giapponese: 1

2014-15
- Campionato asiatico per club: 1

2016
- / V.League Top Match: 1

2015

### Premi individuali
- 2015 - V.Premier League giapponese: Sestetto ideale
- 2017 - Campionato mondiale per club: Miglior palleggiatrice